# Geraldo de Ridefort

Geraldo de Ridefort (* 1141 - † Outubro 1189) foi o décimo Grão-mestre da Ordem dos Templários desde finais de 1184 ou princípios de 1185 até à sua morte em batalha, no cerco de Acre, em 1189.
Nascido em 1141 na região de Flandres, Geraldo de Ridefort chegou na Terra Santa como um aventureiro tentando a sorte. Sua primeira ação foi formar uma amizade com Raimundo III, conde de Trípoli. Mas logo se irritou quando o conde, não quis organizar seu casamento com uma rica herdeira de um feudo do condado. Geraldo de Ridefort então voltou-se para o Reino de Jerusalém, onde se tornou íntimo de Guido de Lusignan, que, naquela época, estava em uma boa posição para suceder Balduíno IV, o jovem rei doente.
De Ridefort conseguiu entrar para a Ordem do Templo, onde foi eleito senescal em 1183. No final de 1184, foi eleito Grão-Mestre da Ordem para surpresa dos Barões da Terra Santa. Em 1185, após a morte de Balduíno IV, de Ridefort decididamente ficou ao lado de Guido de Lusignan contra Raimundo III para a sucessão ao trono. Geraldo de Ridefort e Guido de Lusignan manipularam tão bem que este último foi coroado em julho de 1186.
A situação política no Oriente estava muito confusa neste momento. Saladino queria invadir territórios do Reino de Jerusalém, porque o novo rei recusou-se a castigar Reinaldo de Châtillon pelos ataques que ele cometeu em territórios muçulmanos.
Mas para entrar no Reino, Saladino teria que passar por terras pertencentes a Raimundo III, com quem ele estava em paz. Isso fez com que a situação de Raimundo III fosse bastante desconfortável. De um lado ele tinha que respeitar as negociações concluídas com Saladino e do outro lado ela tinha que deixar que os muçulmanos atravessarem o seu domínio, mesmo sabendo que eles queriam abater os cristãos.
Raimundo III firmou um acordo com os mensageiros de Saladino. Ele aceitou que apenas as sentinelas do exército de Saladino poderiam entrar Galileia e só por um dia. Estavam autorizados a primeiramente estarem nas cidades de Nazaré e Tiberíades mas sem causar qualquer dano. Para evitar conflitos Raimundo informou às guarnições e os habitantes destas cidades que se abrigassem atrás das muralhas durante a passagem dos muçulmanos.
O compromisso com Raimundo III teria sido bem sucedido se não fosse pelo orgulho de Geraldo de Ridefort. Em 01° de maio, de Ridefort alertou a guarnição templária de Qaqûn (entre São João de Acre e Chateau Pelerin) sobre a força que se aproximava. O alerta levou noventa cavaleiros templários ir a Nazaré e reuniu os defensores da cidade. Eles imediatamente avançaram em direção aos muçulmanos, encontrou-os perto da fonte de Séforis (Saffûrya).
O orgulho de De Ridefort resultou no massacre de todos os cavaleiros francos. Apesar das tentativas de Rogério de Moulins, Mestre dos Hospitalários e Tiago de Mailly, Marechal do Templo, o que Geraldo de Ridefort, o mestre queria liderar seus 150 cavaleiros contra os 7000 guerreiros Aiúbidas. A batalha que se seguiu só viu três cavaleiros escapar. Geraldo de Ridefort era um deles. O Mestre do Hospitalários, o Marechal do Templo e outros cavaleiros templários que não foram mortos no campo de batalha foram capturados e decapitados imediatamente. No início de julho, Geraldo de Ridefort estava mais uma vez perante os exércitos reunidos por Guido de Lusignan e reconciliados com Raimundo III.
O orgulho e a loucura de De Ridefort foram elementos que provocaram o desastre na Batalha de Hatim. Nesta batalha, 30.000 cruzados foram mortos ou capturados, e somente poucos conseguiram escapar. Saladino capturou e executou 230 Cavaleiros Templários. Geraldo de Ridefort também foi capturado, mas por uma razão desconhecida, por ordem de Saladino foi libertado.
Depois desta grande vitória, Saladino continuou seu avanço através do Reino de Jerusalém e tomou várias cidades. Estas incluíam Gaza e Ascalão, que eram defendidas pelos Templários que se renderam sem lutar.
Na véspera da Terceira Cruzada apenas algumas cidades e fortalezas eram defendidas no resto dos quatro Estados Latinos. Em 1189, os francos, com ânimo renovado com a presença de Conrado de Monferrato e, graças à chegada das numerosas tropas da Terceira Cruzada, realizou o cerco de Acre. A cidade havia sido apreendida pelos muçulmanos após a sua vitória em Hatim. Durante o cerco, Saladino chegou ao Acre com um exército de reforço e cercaram o exército franco que cercavam a cidade. A batalha foi violenta, e os francos, galvanizados pela presença dos Templários, conseguiram quebrar as linhas de Saladino e fazer seu caminho para a sua tenda. Saladino apenas conseguiu escapar, protegido pelo sacrifício de seus mamelucos. A luta, porém, permaneceu indecisa. Os templários, liderados por seu Mestre Geraldo de Ridefort, conseguiram conter e combater os muçulmanos. No entanto, em 1° de outubro de 1189, Geraldo de Ridefort morreu no sopé do Monte Toron, na planície perto das muralhas do Acre.